# テンノ
テンノ（イタリア語: Tenno）は、イタリア共和国トレンティーノ＝アルト・アディジェ州トレント自治県にある、人口約2,000人の基礎自治体（コムーネ）。

## 地理

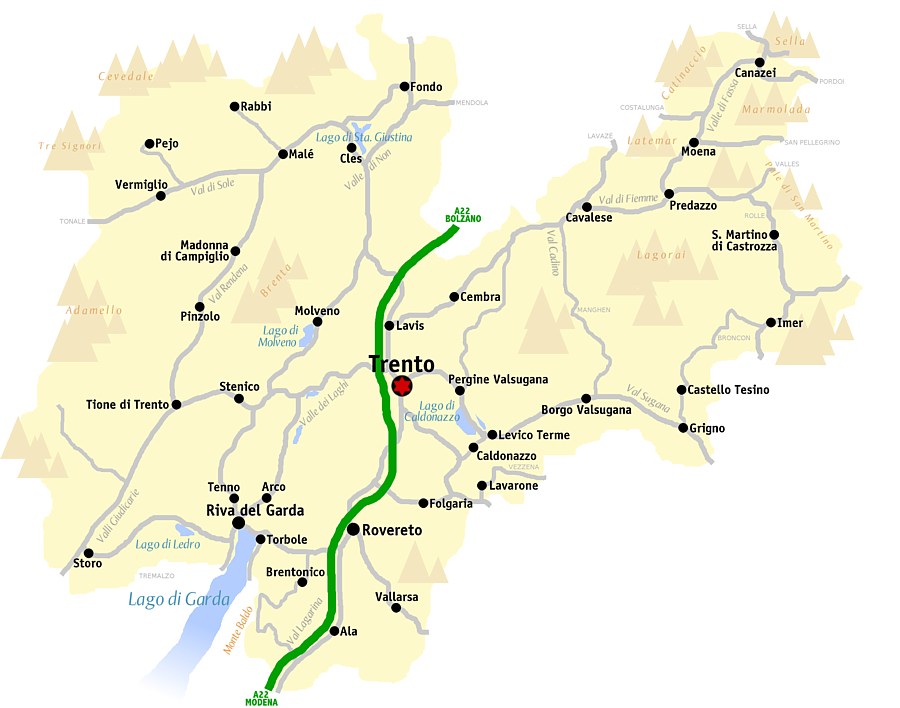
トレント県概略図

### 位置・広がり
トレント自治県南西部に位置するコムーネ。リーヴァ・デル・ガルダから北北西へ3km、県都トレントから南西へ28kmの距離にある。

#### 隣接コムーネ
隣接するコムーネは以下の通り。
| - アルコ - コマーノ・テルメ (ロマーゾ) - フィアヴェ - レードロ (コンチェーイ) - リーヴァ・デル・ガルダ |

## 行政

### 分離集落
テンノには、以下の分離集落（フラツィオーネ）がある。
- Cologna, Frapporta, Gavazzo, Piazze, Pranzo, Ville del Monte

### Comunita di valle
トレント自治県が設置した広域行政組織 Comunita di valle 「アルト・ガルダ・エ・レードロ」 (it:Comunità Alto Garda e Ledro)  （事務所所在地: リーヴァ・デル・ガルダ）に属する。

## 住民

### 言語
| 少数言語話者の割合（2011年） | 少数言語話者の割合（2011年） | 少数言語話者の割合（2011年） | 少数言語話者の割合（2011年） | 少数言語話者の割合（2011年） |
| ---------------------------- | ---------------------------- | ---------------------------- | ---------------------------- | ---------------------------- |
|                              |                              |                              |                              |                              |
| ラディン語                   | ラディン語                   |                              | 0.3%                         | 0.3%                         |
| モケーニ語                   | モケーニ語                   |                              | 0.0%                         | 0.0%                         |
| チンブロ語                   | チンブロ語                   |                              | 0.0%                         | 0.0%                         |

2011年10月9日に行われた国勢調査によれば、若干のラディン語話者がいる。

## 人口趨勢
- 1921年 - 2,160 人
- 1931年 - 1,820 人
- 1936年 - 1,749 人
- 1951年 - 1,724 人
- 1961年 - 1,678 人
- 1971年 - 1,505 人
- 1981年 - 1,556 人
- 1991年 - 1,675 人
- 2001年 - 1,735 人